# 9416 Miyahara
9416 Miyahara è un asteroide della fascia principale. Scoperto nel 1995, presenta un'orbita caratterizzata da un semiasse maggiore pari a 2,2957759 UA e da un'eccentricità di 0,1683891, inclinata di 3,86437° rispetto all'eclittica.